# Bathytoma mitrella
Bathytoma mitrella é uma espécie de gastrópode da família Borsoniidae.